# Divisão N.º 23 (Manitoba)
A Divisão N.º 23 é uma das vinte e três divisões do censo da província de Manitoba no Canadá. A divisão faz parte da Região Norte de Manitoba e do oeste do Canadá, abriga o porto da cidade de Churchill e tinha uma população de 8.252 habitantes de acordo com o censo de 2006. A área tem uma base econômica muito diversificada que vai desde a mineração, silvicultura, armadilhagem, transporte até o reabastecimento do Ártico.